# Sisera

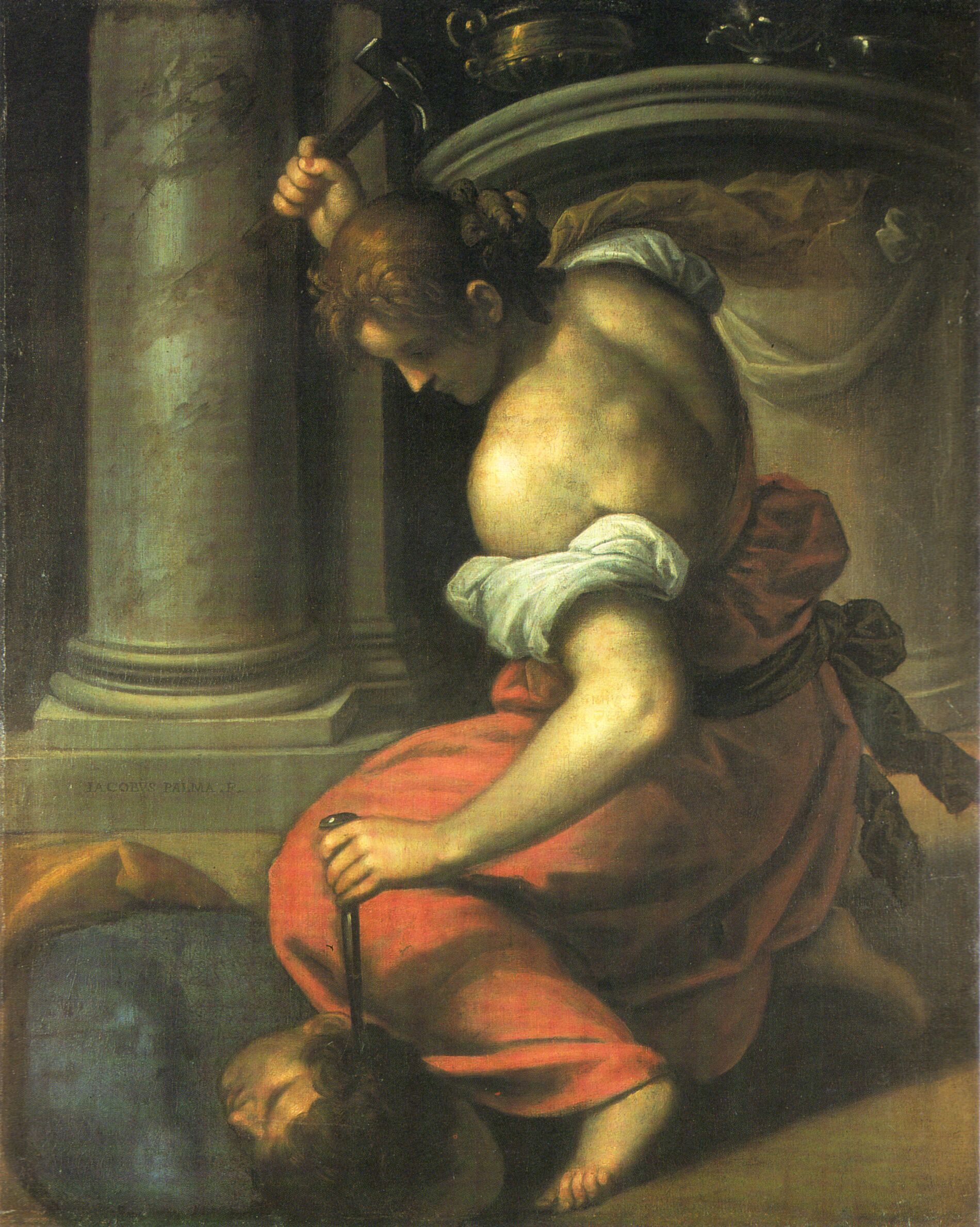
Jaela zabija Siserę, obraz Jacopa Palmy il Giovane.

Sisera – postać biblijna ze Starego Testamentu.
Dowódca armii Jabina, króla Chacoru. Miał pod swoim dowództwem 900 rydwanów i przez dwadzieścia lat niemiłosiernie nękał Izraelitów. Sisera został pokonany przez Deborę i Baraka. Uciekał pieszo, dotarł do Kenitów licząc na pomoc Hebera, nie zastał go i został zabity podczas snu przez Jaelę, kiedy ukrył się w jej namiocie. Pojawia się w Księdze Sędziów 4-5. Pieśń Debory i Baraka poetycko opisuje klęskę Sisery.